# Chan Chia Fong
Chan Chia Fong (* 24. Dezember 1976) ist eine ehemalige Badmintonspielerin aus Malaysia.

## Karriere
Chan Chia Fong nahm an den Olympischen Sommerspielen 1996 teil. Sie startete dabei im Dameneinzel und hatte in der ersten Runde ein Freilos. In der zweiten Runde traf sie auf Ye Zhaoying und unterlag ihr mit 4:11 und 1:11. Bei der Weltmeisterschaft 1995 gewann sie ihre drei ersten Spiele und wurde 17. Bei den Brunei Open 1996 stand sie im Halbfinale des Damendoppels gemeinsam mit Lee Yin Yin.